# Küchendeutsch
Il Küchendeutsch (in tedesco tedesco della cucina) è un pidgin non standardizzato della lingua tedesca parlato in Namibia, già colonia tedesca dal 1884 al 1919.
Attualmente è parlato da circa 15.000 individui sui 30.000 abitanti di origine tedesca che lo parlano insieme all'afrikaans e all'inglese. Il resto infatti dei germanofoni (15.000 circa) parla tedesco standard.

## Esempi
| Küchendeutsch                | Tedesco                                                   | Italiano                                    |
| Lange nicht sehen            | Lange nicht gesehen                                       | È tanto che non ci vediamo                  |
| Was Banane kosten?           | Was kostet die Banane?                                    | Quanto costa la banana?                     |
| Spät Uhr                     | zu später Zeit                                            | letteralmente ultima ora, significa è tardi |
| Herr fahren Jagd, nicht Haus | Der Herr ist auf die Jagd gegangen, er ist nicht zu Hause | Il padrone è andato a caccia, non è in casa |